# Catedrala din Caracas

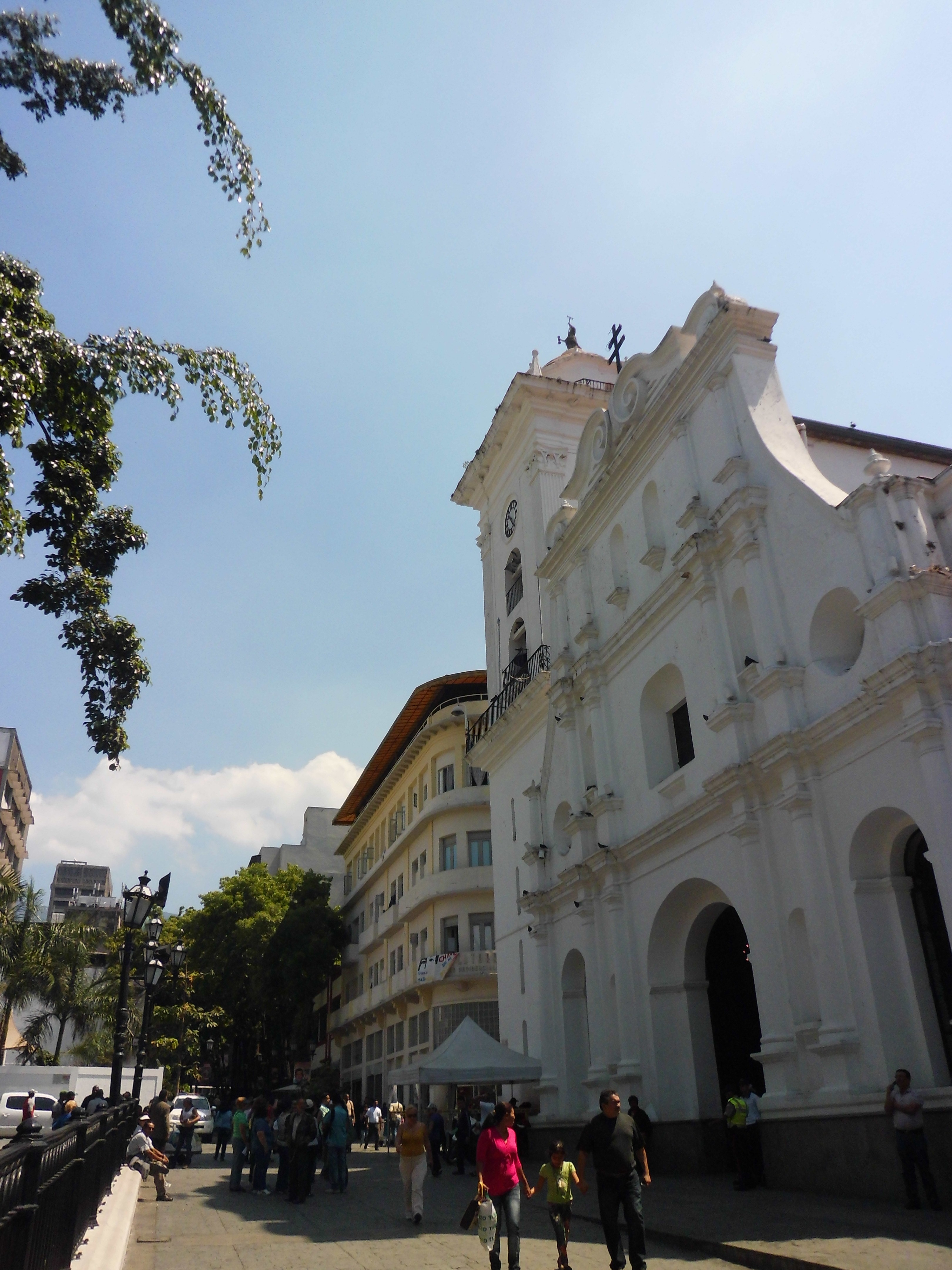
Catedrala din Caracas

Biserica Sfântul Iacob din Caracas este o catedrală romano-catolică, sediul Arhiepiscopiei de Caracas. Biserica a fost clădită în 1666, ea fiind inițial o bisericuță, a fost reclădită după ce a fost distrusă de cutremurul din 1641. Lucrările de construcție a catedralei au fost terminate în anul 1674, fațada actuală este concepută de Francisco Andrés de Meneses a fost terminată în 1771. Un nou cutremur a distrus unul dintre turnurile bisericii în anul 1812. În anii 1932 și 1960 clădirea catedralei a fost restaurată și modificată. În biserică se află osemintele familiei lui Simón Bolívar.